# Władza

Podział władzy w Polsce

Władza – możliwość wywierania przez jednostkę bądź grupę rzeczywistego wpływu na istotne okoliczności życia przez ukierunkowywanie własnego postępowania (władza nad sobą – indywidualna) lub postępowania innych osób (władza nad innymi – społeczna). Władza społeczna jest zdolnością ukierunkowywania zachowań innych ludzi niezależnie od tego, czy jest to zgodne z ich interesem i wolą. Tam, gdzie przeważa zgodność interesów i woli współzależnych osobników, zbędne są stosunki władcze.
Ze względu na charakter relacji można mówić o władzy:
- indywidualnej – panowania nad sobą i swym postępowaniem względem innych przez wybór między alternatywnymi wariantami zachowań;
- wspólnotowej – wynikającej z bezpośrednich relacji międzyosobniczych (np. rodzinnych, sąsiedzkich, towarzyskich, mafijnych),
- publicznej – obejmującej duże, niepowiązane więzami osobistymi społeczności, występującej w formie władzy państwowej, ekonomicznej, ideologicznej.

Władza wspólnotowa i publiczna należą do szerszej kategorii władzy społecznej. Mianem tym określa się stosunek społeczny zachodzący między jednostkami społecznymi lub grupami społecznymi, w którym jedna ze stron tego stosunku ma możliwość w sposób trwały i uprawniony narzucania własnej woli drugiej stronie, nawet pomimo jej oporu, i ma środki zapewniające kontrolę tego postępowania; tak pojęte stosunki władzy występują w każdej grupie społecznej, w której ktoś wydaje polecenia, a ktoś inny je wykonuje. Relacje władzy i podporządkowania występują wszędzie tam, gdzie istnieje podział na przełożonych i podwładnych.
Władza polityczna to zdolność ukierunkowywania zachowań współzależnych społeczności o sprzecznych interesach za pomocą nakazów i zakazów egzekwowanych uznawanymi za dopuszczalne środkami, na tyle skuteczna i długotrwała, na ile uznawana przez podporządkowanych za prawomocną.
Naturalnym zadaniem generalnym władzy politycznej jest kreowanie i ochrona ładu umożliwiającego współżycie i współdziałanie podległej jej wpływom społeczności poprzez uzgadnianie zachowań i przezwyciężanie sprzeczności wewnętrznych i z innymi nacjami.
Patologicznym wynaturzeniem władzy politycznej bywa potęgowanie i kreowanie wewnętrznych i międzynarodowych skonfliktowań po to, by pełniej zapanować nad skłócanym i zastraszanym narodem.
Władza społeczna – wspólnotowa i publiczna – może się opierać na dobrowolnej akceptacji mającej źródło w uznaniu jej autorytetu i prawowitości (legalizm) bądź na przymusie społecznym, a nawet przemocy fizycznej.
Władzę można też definiować w szerszy sposób:
A ma władzę nad B, gdy może spowodować, że B zrobi to, czego by nie zrobił bez oddziaływania A. Wtedy można wyróżnić pojęcie władzy negatywnej, która ma miejsce, gdy B postępuje odwrotnie w stosunku do woli A.
Według klasycznej definicji Maxa Webera, władza to dowolna możliwość wykonywania własnej woli w ramach danych stosunków społecznych bez względu na sprzeciw i na to, na czym ta możliwość się opiera.
Często przyjmuje się, że osoba podporządkowana sprawującemu władzę, powinna posiadać podmiotowość społeczną. Z tego względu np. niektórzy uważają, że między niewolnikami a ich właścicielami stosunek władzy nie zachodził, niewolnicy byli bowiem całkowicie uprzedmiotowieni.

## Źródła władzy
Najważniejsze źródła władzy:
- przemoc
- przymus
- nagrody
- tradycja
- charyzma
- wiedza.

## Charakterystyka władzy
Władzę można charakteryzować na dwóch płaszczyznach stosunków społecznych.
1. Pierwsza to płaszczyzna przedmiotowa. Będzie ona mówiła o tym, iż „władza należy do kogoś” bądź też, „że ktoś ma władzę”.
2. Druga to płaszczyzna podmiotowa. Mówi o tym, iż „władza coś postanawia, realizuje, pozwala, daje”.

Władza może być zarówno celem rywalizacji lub współpracy (walczyć o władzę, sprawować władzę), jak i środkiem do osiągnięcia czegoś (za pomocą władzy...).
Terminu władza używa się również w znaczeniu instytucji, np.: władza kościelna, władza partyjna, władza związkowa, władza samorządowa, władza państwowa, (te właśnie pojęcia na ogół uważa się za potoczne definicje władzy). Można nadać władzy również charakter przenośni, np.: władza piękna, władza ciemności, władza porządku, władza pieniądza itp.
Od bardzo dawna podejmowane próby zdefiniowania pojęcia "władza", nie satysfakcjonują większości badaczy:
- J. Burns – „ludzie od dwóch tysięcy lat starają się przeniknąć tajemnicę władzy, ale jej natura nadal pozostaje nieuchwytna”,
- M. Marsh – dla tego badacza „władza to koncepcja oszukańczych nadziei”,
- R. Dahl – „to bezdenne bagno”,
- H. Morgenstein – uważa, iż jest to jeden z najtrudniejszych problemów nauki o polityce,
- B. de Jouvenel – uważa władzę za niezbadaną tajemnicę obywatelskich powinności.

Wśród przyczyn trudności w określaniu władzy leży powszechność jej występowania w życiu człowieka od początku jego społecznego rozwoju, obecność niemal we wszystkich kontaktach międzyludzkich, szeroki zakres dziedzin społecznej aktywności, który sobą obejmuje. Realizacja władzy dotyka także najgłębszych interesów życiowych poszczególnych jednostek i grup społecznych, co pozostaje nie bez znaczenia dla całego procesu poznawczego, który się z tą kategorią wiąże.

## Potoczne przekonania czym jest władza
Istnieje kilka przekonań, co to tak naprawdę władza:
1. Władza – to zjawisko uniwersalne właściwe zarówno przyrodzie, jak i ludziom oraz bytom idealnym, polega ona na naturalnej zasadzie panowania jednych i podporządkowywania się im drugich [Arystoteles]
2. Władza – to fakt przyrodniczy i ma podstawy oraz źródła w biologicznej strukturze wspólnej ludziom i zwierzętom. (Pisze się o niej jako o relacji człowiek-przyroda, gdzie ludzie raz poddają swojej woli zachowania zwierząt, ujarzmiają siły przyrody a kiedy indziej od niej zależą)
3. Władza – czasami postrzegana jest również jako pewna idea rządząca światem, zapewnia mu niezbędną harmonię, istniejącą niezależnie od konkretnych przejawów.
4. Władza – to również wrodzona człowiekowi potrzeba bycia kierowanym oraz siła działająca na ciało, duszę i umysł, pchająca go do podporządkowywania innych swojej woli.

## Typy definicji władzy
1. definicja behawioralna – władza jako możliwość modyfikowania zachowania innych ludzi,
2. definicja teleologiczna (celowościowa) – władza jako spełnianie celów, wytwarzanie zamierzonych skutków,
3. definicja instrumentalna – władza jako możliwość stosowania szczególnych środków w celu osiągnięcia zamierzonego celu,
4. definicja strukturalna – władza jako specyficzny rodzaj stosunku między rządzącymi a rządzonymi,
5. definicja władzy jako wpływu – władza to możliwość wywierania wpływu, wpływ pojawia się wtedy, kiedy pojawia się autorytet,
6. definicja konfliktowa – władza jako źródło konfliktu, władza to również sposób rozwiązywania tego konfliktu

## Władza jako funkcja
Władza może również pełnić rolę funkcji:
- integracyjnej,
- dystrybucyjnej,
- ochronnej,
- strukturotwórczej.

## Władza jako cecha nosiciela
Posiadanie władzy nie jest tutaj zależne od systemu, w jakim znajduje się dana jednostka, ale od samej jednostki, grupy społecznej czy instytucji.

## Władza jako stosunek społeczny
Po pierwsze: władza występuje, gdy jeden człowiek podporządkowuje się innemu jednorazowo i bez uczestnictwa osób trzecich jako obserwatorów.
Po drugie: władza może być jednorazową, nieutrwaloną w pewien sposób dominacją kogoś nad kimś.
Dlatego też rozszerzona interpretacja stosunku społecznego prowadzi do uznania za władzę jednorazowego i przypadkowego wymuszenia na kimś uległości.

## Różne pojęcia władzy
1. Władza jest stosunkiem społecznym, w którym jedna strona podejmuje decyzje o pewnym stanie rzeczy, a druga je realizuje w sposób zgodny z decyzją i pod kontrolą decydującego. (Jan Szczepański)
2. Władza polityczna – czyli uprawnienie do tworzenia prawa włącznie z karą śmierci i w konsekwencji ze wszystkimi pomniejszymi karami w celu określenia i zachowania własności a także użycia siły społeczności do wykorzystania tych praw, oraz w obronie wspólnoty przed zagrożeniem zewnętrznym to wszystko dla dobra publicznego. (John Locke)
3. Władza polityczna – władza polityczna jako wszelka zorganizowana na zasadzie przymusu władza jednej grupy ludzi w stosunku do innej grupy ludzi. (Ujęcie marksistowskie)
4. Władza polityczna – władza polityczna jako system stosunków społecznych zachodzących pomiędzy określonymi podmiotami, polegający na możliwości stosowania trwałego przymusu w celu zmuszenia drugiej strony do określonego postępowania. (Marek Żmigrodzki, Marek Chmaj)
5. Władza polityczna – zdolność podporządkowywania sobie woli organów państwa jako zbiorowości o złożonej strukturze nazywana społeczeństwem obywatelskim. (Zjawisko częste w trakcie wyborów)
6. Władza polityczna – władza polityczna, czyli możliwość podejmowania decyzji i kontrolowanie ich wykonania w sposobie uzyskiwania, chronienia i pomnażania dóbr publicznych oraz o sposobie i rozmaitych sposobach dystrybucji tych dóbr. (Pojęcie z encyklopedii politologii)

## Władza a inne formy podporządkowania woli
Wielkie zainteresowanie wywołuje próba odróżnienia władzy od: mocy, panowania, zarządzania, wpływu, kontroli i autorytetu.
- Stosunek moc – władza:

Można zdefiniować to w następujący sposób: ktoś może mieć kogoś w swojej mocy, ale nie ma nad nim władzy. Jeżeli zatem jeden człowiek więzi drugiego w celu zmuszenia go do danego zachowania, to można uznać, że ma go w swojej mocy. Władza istnieje, gdy osoba więziona zastosuje się do poleceń czy żądań od niej oczekiwanych.
- Stosunek panowanie – władza:

Można tutaj powiedzieć, iż panowanie wynika z przewagi, którą można wykorzystać do przeforsowania swojej woli, czyli zrealizowania władzy. Góruje się nad kimś sprawnością fizyczną, wiedzą, doświadczeniem, majątkiem i innymi warunkami. Tutaj bardzo łatwo można rozróżnić panowanie od władzy. Nie mając nad kimś władzy można mimo to mieć go w swojej mocy. Zaś nie mając nad kimś władzy nie można nad nim panować.
- Stosunek zarządzanie – władza:

Można wyróżnić tutaj dwa istotne stanowiska: utożsamiające te kategorie i różnicujące. W tym drugim przypadku zarządzanie traktuje się jako pojęcie mające szerszy zakres niż władza.
Każda władza jest zarządzaniem, ale nie każde zarządzanie jest władzą. Można, bowiem sterować ludźmi ograniczając ich wolę, ale podporządkowanie się takiemu kierownictwu nie jest obligatoryjne – nie przewiduje się tutaj żadnych sankcji za zachowania niezgodne z proponowanymi.
- Stosunek wpływ – władza:

Można tutaj wyszczególnić kilka punktów widzenia. Po pierwsze często pojęcia te utożsamia się, co nie wymaga rozwinięcia. Po drugie wpływ jest zakresowo szerszy niż władza. Władza to rodzaj wpływu, przy czym różnica polega tutaj na natężeniu zdolności do oddziaływania u jednej ze stron występującej tu zależności. Po trzecie władzę i wpływ wyraźnie się oddziela. Po czwarte podmiot decydujący i podmiot podporządkowany muszą być świadome zachodzącej między nimi reakcji.
- Stosunek kontrola – władza:

Władzę i wpływ kojarzy się często z kontrolą. Jednakże wykonywanie kontroli jest często jednoznaczne z wykonaniem władzy. Ma to miejsce wtedy, gdy kontrolowany zdaje sobie sprawę z tego, iż jego zachowanie podlega obserwacji i postępuje się wówczas zgodnie z obowiązującymi go normami nie chcąc się narazić na ewentualne sankcje.
- Stosunek autorytet – władza:

Pojęcie to jest używane nie tylko przy określeniu, iż „ktoś ma autorytet”, bądź „ktoś jest autorytetem” ale również, kiedy mówi się np.: o autorytecie ojca, nauczyciela, przełożonego, prezydenta, parlamentu. Podporządkowywanie się takiemu autorytetowi przypisuje się nie tyle czyimś predyspozycjom ile przyznanym mu uprawnieniom.

## Władza w ujęciu Maxa Webera
Rodzajów władzy jest oczywiście kilka. M. Weber wyróżnił trzy:
1. tradycyjną
2. charyzmatyczną
3. legalną.

1) Władza tradycyjna – występowała już we wczesnym średniowieczu i w niektórych dzisiejszych społeczeństwach plemiennych, jest uświęcona wielowiekowym przestrzeganiem zwyczaju. Uzasadniała ona wyróżnioną pozycję władcy, który z kolei stał na straży jej przestrzegania.
2) Władza charyzmatyczna – opiera się na „osobistej zdolności jednostki podporządkowywania sobie ludzi oraz ich oddaniu i zaufaniu w stosunku do przywódcy”. Jest, więc to władza zindywidualizowana, władza, której nikt inny poza osobą obdarzoną charyzmą nie jest w stanie sprawować. Ten typ sprawowania władzy ma jednak charakter nietrwały (np. Wałęsa, Lepper). Prędzej czy później władza musi być "produkowana" przy pomocy biurokratycznej sprawności (zobacz także: przywódca charyzmatyczny).
3) Władza legalna – do jej sprawowania uprawniony jest każdy, kto działa w ramach przyznanych mu kompetencji, określonych przez obowiązujący porządek normatywny.

## Współczesne socjologiczne teorie władzy
Jednowymiarową, behawiorystyczną teorię władzy przedstawił Robert Dahl w pracy The Concept of Power. Dla Dahla władza sprowadza się do obserwowalnego procesu decyzyjnego. Podmioty, które wniosły do niego najwięcej, traktowane są jako sprawujące realną władzę.
Ujęcie to skrytykowane zostało przez Petera Bachracha i Mortona Baratza, którzy przeciwstawili mu ujęcie dwuwymiarowe. W ujęciu dwuwymiarowym władza to także możność ograniczania i ukierunkowywania cudzych działań. Obejmuje więc zarówno podejmowanie decyzji, jak i tzw. nie-decyzje (ang. non-decisions – termin ukuty przez Bachracha i Baratza).
Teorie te zostały poddane krytyce przez Stevena Lukesa w książce Power: a Radical View, gdzie zostało zaprezentowane "radykalne ujęcie władzy".
Lukes zauważa, że w obu wcześniejszych teoriach władza występuje wyłącznie w warunkach konfliktu (który może być jawny lub ukryty). Jego radykalne ujęcie władzy jest znacznie szersze, obejmuje bowiem także sytuacje bezkonfliktowe, np. panowanie za pomocą autorytetu, nakłanianie do działań czy działania  perswazyjne. Władza objawia się także przy tworzeniu wspólnych programów politycznych, wyznaczaniu granic tego co polityczne, czy formułowaniu interesów i tożsamości grupowych.

## Władza a społeczeństwo

### Władza państwowa (polityczna)
Typ władzy uniwersalnej, ogólnospołecznej, obejmującej ludzi zamieszkujących określone terytorium, sprawowanej przez specjalny aparat, wyodrębniony od ogółu ludności; władza państwowa opiera się w ostateczności na groźbie użycia przemocy fizycznej w formach przewidzianych prawem, przy czym rządzący mają współcześnie monopol dysponowania siłą fizyczną (faktyczna moc).
Ich władzę wspiera tytuł do rządzenia (autorytet), pochodzący z legitymacji kompetencyjnej (prawowitość władzy) oraz z legitymacji ideologicznej, zwłaszcza z przekonania, że rządzący działają mądrze i słusznie na rzecz społeczeństwa.
Każda władza państwowa opiera się po części na mocy, po części na autorytecie instytucjonalnym organów władzy państwowej. Podmiot władzy państwowej w systemie demokratycznym ma charakter zbiorowy; składa się z bezpośredniego podmiotu władzy państwowej i społecznego (ostatecznego) podmiotu władzy.
Bezpośredni podmiot tworzy personel polityczny organów państwa oraz funkcjonariusze administracji państwowej (biurokracja). Kierownicze gremia organizacji państwa, partii politycznych, grup interesów oraz środków masowej komunikacji są elitą władzy.
Natomiast społecznym podmiotem władzy państwowej jest naród, lud, czyli ogół obywateli uczestniczących w powoływaniu kierownictwa politycznego i wpływających na jego rządy.
Podmiotem władzy państwowej jest łącznie elita władzy i naród; nie ma zatem jednego, suwerennego podmiotu, który by w sposób ostateczny i najwyższy rozstrzygał o tym, jaki użytek czynić z uprawnień władczych (rządy ludu sprawowane przez elity wybierane przez lud).
Bezpośredni podmiot władzy państwowej zapewnia bezpieczeństwo wewnętrzne i zewnętrzne, chroni stosunki społeczno-ekonomiczne, stwarza też warunki do samoorganizowania się społeczeństwa, np. w formach samorządu społecznego.
Do głównych uprawnień podmiotu władzy państwowej należą uprawnienia prawodawcze, tj. do ustanawiania na gruncie konstytucji norm prawnych powszechnie wiążących, bez naruszania konstytucyjnych praw i wolności obywatelskich, do dokonywania czynności aktualizujących obowiązki przewidziane przez już ustanowione normy (decyzje administracyjne podejmowane przez rząd, pion administracji ogólnej i służby wyspecjalizowane) oraz do wymierzania sankcji w stosunku do osób przekraczających normy prawne (wymiar sprawiedliwości oraz organa bezpośredniego przymusu: wojsko, policja, służba więzienna). Organa wyposażone w uprawnienia władcze tworzą aparat władzy państwowej; aparat ten jest zbudowany bądź na zasadzie jednolitości i centralizacji (ustroje władzy absolutnej), bądź zgodnie z zasadą podziału władzy.
Historycznie częstsze były i są nadal niedemokratyczne formy sprawowania władzy państwowej; personel polityczny nie jest wyłaniany w wyborach, nie odpowiada przed społeczeństwem za swoje działania, a społeczeństwo jest tylko biernym przedmiotem rządzenia (tyranie starożytne, monarchie, dyktatury).
Podmiotem władzy jest w takich systemach bądź jednostka, bądź niewielka grupa oligarchiczna (magnateria, rada wojskowa, przywódcy monopartii). Monarchie, zwłaszcza dziedziczne, opierają się na autorytecie władzy, natomiast dyktaturom towarzyszy reżim policyjny; nasila się wówczas stosowanie bezpośredniego przymusu, w formach nie przewidzianych prawem.

### Władza ekonomiczna
Zdolność podmiotu władzy do narzucania swej woli, zmuszania do określonego zachowania i kontrolowania przedmiotu władzy. Przedmiotami władzy ekonomicznej są czynniki produkcji (ziemia, praca, kapitał), produkty, podmioty gospodarcze (przedsiębiorstwa, banki, organizacje gospodarcze), ludzie i grupy społeczne, instytucje.
Podmiotami władzy ekonomicznej mogą być ludzie (często jako właściciele czynników produkcji lub produktów), przedsiębiorstwa, instytucje, państwo, organizacje międzynarodowe.
Źródłem władzy ekonomicznej może być własność (czynników produkcji, produktów, podmiotów gospodarczych), wiedza (zwłaszcza umiejętność zarządzania), posiadanie władzy innego rodzaju (np. politycznej, religijnej), siła ekonomiczna.
Rodzaje władzy ekonomicznej zależą od relacji między podmiotem a przedmiotem władzy, np. właściciel może sprzedać czynnik produkcji lub zarządzać własnym przedsiębiorstwem, przedsiębiorstwo mające siłę ekonomiczną może narzucać konsumentowi wyższe ceny; najemny pracownik menedżer może zarządzać cudzym przedsiębiorstwem; państwo może ingerować w prywatne transakcje, określając pułapy cenowe lub sterować procesami gosp. przez politykę gospodarczą lub normy prawne.
Na przestrzeni wieków jest widoczna, zgodna z procesami politycznymi, tendencja do zmniejszania zakresu ekonomicznej władzy autorytarnej na rzecz władzy ograniczonej (współwładzy). Ograniczanie władzy autorytarnej oznacza również poszerzanie kręgu osób odpowiedzialnych za procesy ekonomiczne.

### Władza publiczna
Sformalizowana władza grupy społecznej posługującej się przymusem w celu realizacji określonych zadań i celów. Taki typ władzy może być realizowany nie tylko przez podmioty państwowe, ale także np. organy samorządu terytorialnego, władzę kościoła.

## Funkcje władzy
- strukturotwórcza – wytwarzanie podziałów społecznych wynikających ze stopnia dostępu do władzy politycznej;
- integracyjna – koordynowanie i regulacja konfliktowych działań podmiotów, wokół nadrzędnych wartości i interesów warunkujących trwałość systemu politycznego, umacnianie spójności społeczeństwa, wzmacnianie tożsamości wspólnot politycznych
- dystrybucyjna – narzucenie kryteriów i regulacji podziału dóbr materialnych i niematerialnych pomiędzy podmioty